# Penguin Random House
Penguin Random House è un gruppo editoriale statunitense nato dalla fusione della casa editrice britannica Penguin Books e del gruppo editoriale statunitense Random House. L'azienda è interamente di proprietà della 
società tedesca Bertelsmann (ex proprietaria di Random House).
Si definisce la casa editrice più grande del mondo; pubblica libri in numerosi paesi attraverso 250 marchi conferiti dai gruppi fondatori. La divisione tedesca di Random House, tuttavia, non è confluita nella nuova società ma è controllata direttamente da Bertelsmann.

## Marchi editoriali
Principali aziende controllate dalla Penguin Random House:
- Penguin Publishing Group
- Penguin Young Readers Group
- Random House Publishing Group
- Dorling Kindersley
- PRH Digital
- PRH International
- Knopf Doubleday Publishing Group
- Book Country